# Isabell Herlovsen
Isabell Herlovsen (Mönchengladbach, Alemania; 23 de junio de 1988) es una exfutbolista noruega. Jugaba como delantera y su retiro fue en el Fredrikstad FK en 2021. Con 67 tantos, es la máxima goleadora de su selección.

## Clubes
| Club                    | País    | Año         |
| ----------------------- | ------- | ----------- |
| Kolbotn Fotball         | Noruega | 2004 - 2009 |
| Olympique de Lyon       | Francia | 2009 - 2010 |
| LSK Kvinner FK          | Noruega | 2011 - 2017 |
| Jiangsu Suning          | China   | 2017        |
| Vålerenga Fotball Damer | Noruega | 2018        |
| Kolbotn Fotball         | Noruega | 2019        |
| Fredrikstad FK          | Noruega | 2021        |

## Vida personal
En julio de 2011, Herlovsen se declaró lesbiana. Tiene un hijo con su pareja, Christine Porsmyr Olsen.